# Hladnik
Za potok v Karavankah glej Hladnik, Gozd Martuljek.
Hladnik [hládnik] je priimek več oseb v Sloveniji, ki ga je po podatkih Statističnega urada Republike Slovenije na dan 1. januarja 2010 uporabljalo 469 oseb.

## Znani nosilci priimka
- Alenka Hladnik, srednješolska profesorica filozofije
- Aleš Hladnik, izr. prof. NTF za informacijske in grafične tehnologije (tekstilna tehnologija)
- Boštjan Hladnik (1929—2006), filmski režiser
- Damjan Hladnik (1924—?), strojnik, projektant razglednih stolpov po svetu
- David Hladnik, gozdarski strokovnjak
- Ervin Hladnik Milharčič (*1954), novinar, publicist, pisatelj
- Feliks Hladnik (1915—2002), urednik, zbiratelj in popotnik
- Franc de Paula Hladnik (1773—1844), botanik (duhovnik in naravoslovec)
- Ignacij Hladnik (1865—1932), organist (organist), skladatelj
- Irma Hladnik (r. Mayr) (1897—1978), pianistka, klavirska pedagoginja
- Janez Hladnik, duhovnik, avstrijski državni poslanec
- Janez Hladnik (1902—1965), duhovnik v Argentini
- Jože Hladnik (1929—2015), športni pedagog in atletski funkcionar
- Jurij Hladnik (1799—po 1848), pravnik, narodni delavec
- Jurij Hladnik (*1974), klarinetist
- Jurij Hladnik (*1984), alpinist
- Matej (Matevž) Hladnik (1806—1865), pesnik, pisatelj
- Mateja Hladnik, pianistka
- Matjaž Hladnik, bioinformatik (UP FAMNIT)
- Milan Hladnik (*1950), matematik, univ. pedagog, predsednik in častni član DMFA
- Milivoj Hladnik (1922—2009), kemik, raziskovalec, gospodarstvenik
- Miran Hladnik (*1954), literarni zgodovinar, univ. profesor
- Mirjam Milharčič Hladnik (*1959), sociologinja (izobraževanja, žensk, migracij, otrokovih in človekovih pravic)
- Mojca Hladnik, zborovodkinja
- Polde Hladnik (1919—1997), zdravnik, javnozdravstveni delavec, pionir pomorske medicine
- Primož Hladnik (*1975?), pianist, skladatelj in soustanovitelj glasbene skupine Silence